# Drayton (Cherwell)
Drayton is een civil parish in het Engelse graafschap Oxfordshire met 242 inwoners.